# Molly Sandén

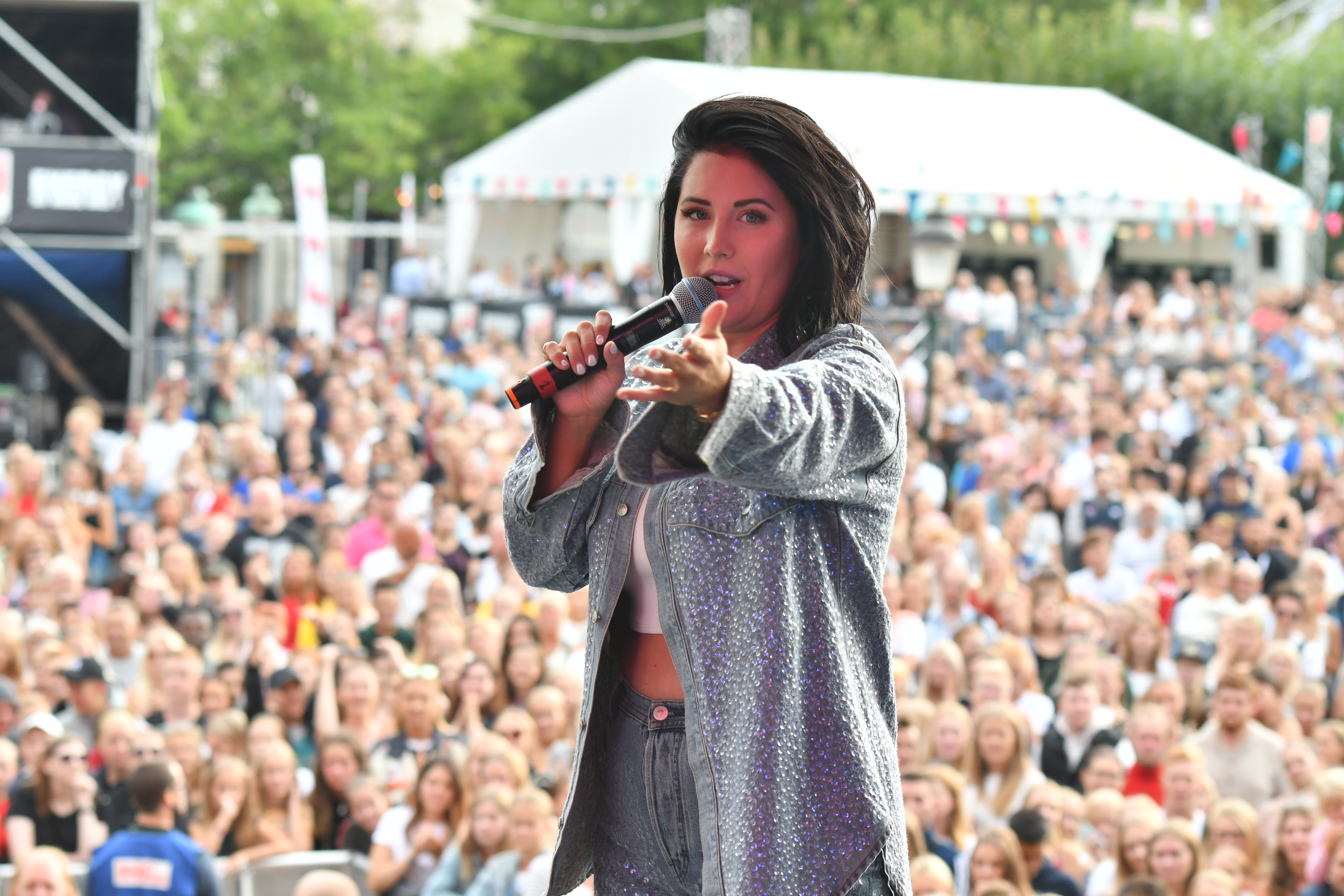
Molly Sandén, 2018

Molly My Marianne Sandén (* 3. Juli 1992 in Stockholm) ist eine schwedische Sängerin, ebenso wie ihre Schwestern Frida Sandén und Mimmi Sandén.

## Karriere
Sandén vertrat Schweden beim Junior Eurovision Song Contest 2006 mit dem Song Det finaste någon kan få. Sie erreichte mit dem dritten Platz und 116 Punkten das beste Ergebnis, das Schweden bis zum heutigen Zeitpunkt hat.
Am 31. Dezember 2006 kam Sandén auf SVT 1 im Programm, das von Skansen aus gesendet wurde.
Im Sommer 2007 nahm sie mit Lasse Holm, Linda Bengtzing, Lotta Engberg, Tony Roche, Charlotte Perrelli, Thomas Pettersson, Jan Johansen, Niklas Andersson, Benjamin Wahlgren und Magnus Johansson an der Diggiloo-Tour teil. Zudem sang Sandén Duette mit Ola Svensson in dem Song You are the music in me, welches aus dem Disney-Film High School Musical 2 stammt.
Am 11. April 2008 nahm Sandén zusammen mit Magnus Bäcklund am Så ska det låta teil. Im Sommer 2008 beteiligte sie sich erneut mit Lasse Holm, Linda Bengtzing, Lotta Engberg, Thomas Pettersson, Måns Zelmerlöw, Nanne Grönvall, Stefan and Kim und Magnus Johansson an der Diggiloo-Tour. Zur Tour erschien eine Compilation-CD, welche die Songs Hallelujah und Gabriellas song mit Molly beinhaltet. Mollys cover von Dea Norbergs Song Den underbara dagen du kommer hem wurde häufig in der Werbung der Fast-Food-Kette „Sibylla“ gespielt.
Noch im selben Jahr veröffentlichte sie mit Brandur eine schwedische Version des Songs Right Here, Right Now, welches aus dem Disney-Film High School Musical 3 stammt.
2009 nahm Sandén am Melodifestivalen teil, der schwedischen Vorentscheidung für den Eurovision Song Contest 2009 in Moskau. Sandén qualifizierte sich mit ihrem Song Så vill stjärnorna für die Finalrunde des Wettbewerbs. Dort belegte sie jedoch mit zwei Punkten den letzten Platz.
2012 nahm Sandén erneut am Melodifestivalen 2012 teil und erreichte im Finale den fünften Platz mit ihrem Lied Why Am I Crying.
Am 22. Mai 2012 kam ihr englischsprachiges Album Unchained heraus. Sie erreichte damit den ersten Platz der schwedischen Albumcharts.
2016 nimmt Sandén mit dem Lied Youniverse ein drittes Mal am Melodifestivalen teil und erreichte den direkten Einzug in das Finale in der Friends Arena in Stockholm am 12. März 2016.
2020 wirkte Sandén bei der Netflix-Produktion Eurovision Song Contest: The Story of Fire Saga mit, und verlieh der weiblichen Hauptrolle Sigrit Ericksdóttir ihre Gesangsstimme.

## Privatleben
Molly hatte eine Beziehung mit dem schwedischen Sänger Eric Saade. Sie lebten seit Anfang 2011 zusammen, bis ihre Beziehung am 9. Januar 2012 offiziell endete.

## Diskografie

### Alben
| Jahr | Titel                         | Höchstplatzierung, Gesamtwochen, AuszeichnungChartsChartplatzierungen (Jahr, Titel, Platzierungen, Wochen, Auszeichnungen, Anmerkungen) | Anmerkungen                                             |
| Jahr | Titel                         | SE | Anmerkungen                                             |
| ---- | ----------------------------- | --- | ------------------------------------------------------- |
| 2009 | Samma himmel                  | SE16 (3 Wo.)SE | Erstveröffentlichung: 25. Mai 2009                      |
| 2012 | Unchained                     | SE1 (12 Wo.)SE | Erstveröffentlichung: 21. Mai 2012                      |
| 2015 | Like No One’s Watching        | SE15 (23 Wo.)SE | Erstveröffentlichung: 12. Juni 2015                     |
| 2018 | Större                        | SE4 Platin · (144 Wo.)SE | Erstveröffentlichung: 27. April 2018 Verkäufe: + 40.000 |
| 2019 | Det bästa kanske inte hänt än | SE2 Platin · (100 Wo.)SE | Erstveröffentlichung: 29. Mai 2019 Verkäufe: + 40.000   |
| 2021 | Dom ska veta                  | SE1 Platin · (72 Wo.)SE | Erstveröffentlichung: 7. Mai 2021 Verkäufe: + 30.000    |
| 2023 | Allting däremellan            | SE8 (13 Wo.)SE | Erstveröffentlichung: 26. Oktober 2023                  |
| 2025 | Strawberry Blonde             | SE5 (… Wo.)SE | Erstveröffentlichung: 13. Juni 2025                     |

### Singles
| Jahr | Titel Album                                                                 | Höchstplatzierung, Gesamtwochen, AuszeichnungChartplatzierungen (Jahr, Titel, Album, Platzierungen, Wochen, Auszeichnungen, Anmerkungen) | Höchstplatzierung, Gesamtwochen, AuszeichnungChartplatzierungen (Jahr, Titel, Album, Platzierungen, Wochen, Auszeichnungen, Anmerkungen) | Anmerkungen                                                                               |
| Jahr | Titel Album                                                                 | UK | SE | Anmerkungen                                                                               |
| --- | --------------------------------------------------------------------------- | --- | --- | ----------------------------------------------------------------------------------------- |
| 2007 | Du är musiken i mig –                                                       | — | SE21 (16 Wo.)SE | mit Ola                                                                                   |
| 2009 | Så vill stjärnorna Samma himmel                                             | — | SE11 (5 Wo.)SE | Erstveröffentlichung: 25. April 2009                                                      |
| 2012 | Why Am I Crying Unchained                                                   | — | SE8 Platin · (12 Wo.)SE | Erstveröffentlichung: 21. Mai 2012 Verkäufe: + 40.000                                     |
| 2014 | Freak Like No One’s Watching                                                | — | SE16 Platin · (9 Wo.)SE | Erstveröffentlichung: 22. August 2014 Verkäufe: + 40.000                                  |
| 2015 | Phoenix Like No One’s Watching                                              | — | SE74 (3 Wo.)SE | Erstveröffentlichung: 23. Februar 2015                                                    |
| 2015 | Like No One’s Watching                                                      | — | SE73 Gold · (10 Wo.)SE | Erstveröffentlichung: 29. Mai 2015 Verkäufe: + 20.000                                     |
| 2016 | Youniverse –                                                                | — | SE8 Platin · (8 Wo.)SE | Erstveröffentlichung: 28. Februar 2016 Verkäufe: + 40.000                                 |
| 2017 | Rygg mot rigg Större                                                        | — | SE23 Platin · (15 Wo.)SE | Erstveröffentlichung: 18. August 2017 Verkäufe: + 40.000                                  |
| 2017 | Utan dig Större                                                             | — | SE16 Platin · (21 Wo.)SE | Erstveröffentlichung: 8. Dezember 2017 Verkäufe: + 40.000                                 |
| 2018 | Ditt sanna jag Större                                                       | — | SE35 Gold · (7 Wo.)SE | Erstveröffentlichung: 23. Februar 2018 mit Leslie Tay; Verkäufe: + 20.000                 |
| 2018 | Kär i din kärlek (Recorded at Spotify) –                                    | — | SE11 Gold · (9 Wo.)SE | Erstveröffentlichung: 21. September 2018 Verkäufe: + 20.000                               |
| 2018 | Ingen som jag (Recorded at Spotify) –                                       | — | SE75 (1 Wo.)SE | Erstveröffentlichung: 21. September 2018                                                  |
| 2018 | Jag e (Vierge moderne) –                                                    | — | SE32 (7 Wo.)SE | Erstveröffentlichung: 26. Dezember 2018                                                   |
| 2019 | Den som e den Det bästa kanske inte hänt än                                 | — | SE15 Gold · (27 Wo.)SE | Erstveröffentlichung: 1. März 2019 Verkäufe: + 20.000                                     |
| 2019 | Rosa himmel –                                                               | — | SE3 ×4Vierfachplatin · (93 Wo.)SE | Erstveröffentlichung: 5. April 2019 Verkäufe: + 160.000                                   |
| 2019 | Va det då? Det bästa kanske inte hänt än                                    | — | SE10 (18 Wo.)SE | Erstveröffentlichung: 26. April 2019                                                      |
| 2019 | Alla våra smeknamn Det bästa kanske inte hänt än                            | — | SE7 (42 Wo.)SE | Erstveröffentlichung: 8. November 2019                                                    |
| 2020 | Sverige –                                                                   | — | SE11 Platin · (13 Wo.)SE | Erstveröffentlichung: 10. April 2020 Verkäufe: + 40.000; mit Victor Leksell & Joakim Berg |
| 2020 | Husavik Eurovision Song Contest: The Story of Fire Saga (Soundtrack)        | UK59 (4 Wo.)UK | SE30 (5 Wo.)SE | als My Marianne, mit Will Ferrell                                                         |
| 2020 | Double Trouble Eurovision Song Contest: The Story of Fire Saga (Soundtrack) | UK76 (2 Wo.)UK | SE69 (1 Wo.)SE | als My Marianne, mit Will Ferrell                                                         |
| 2020 | Jag mår bra nu Dom ska veta                                                 | — | SE4 (47 Wo.)SE | Erstveröffentlichung: 4. September 2020 feat. Newkid                                      |
| 2020 | Come Whatever, Come What May –                                              | — | SE30 (5 Wo.)SE | Erstveröffentlichung: 20. November 2020 als My Marianne, mit Jonathan Johansson           |
| 2021 | Kärlek slutar alltid med bråk Dom ska veta                                  | — | SE17 (8 Wo.)SE | Erstveröffentlichung: 22. Januar 2021                                                     |
| 2021 | Nån annan nu Dom ska veta                                                   | — | SE4 (36 Wo.)SE | Erstveröffentlichung: 26. März 2021                                                       |
| 2021 | Vi ska aldrig gå hem –                                                      | — | SE6 (56 Wo.)SE | Erstveröffentlichung: 30. September 2021                                                  |
| 2022 | Vi:et i vinsten –                                                           | — | SE8 (17 Wo.)SE | Erstveröffentlichung: 10. Juni 2022                                                       |
| 2024 | Hålla mig –                                                                 | — | SE11 (23 Wo.)SE | Erstveröffentlichung: 22. März 2024                                                       |
| 2024 | Slutet av sommarn Strawberry Blonde                                         | — | SE6 (19 Wo.)SE | Erstveröffentlichung: 31. Mai 2024                                                        |
| 2024 | Lost and Found –                                                            | — | SE1 Platin · (39 Wo.)SE | Erstveröffentlichung: 20. September 2024 mit Victor Leksell                               |
| 2025 | Tur i oturen Strawberry Blonde                                              | — | SE13 (4 Wo.)SE | Erstveröffentlichung: 24. Januar 2025                                                     |
| 2025 | Konfetti Strawberry Blonde                                                  | — | SE15 (8 Wo.)SE | Erstveröffentlichung: 23. Mai 2025 feat. Astrid S                                         |
| Folgende Lieder erschienen nicht als Single, wurden aber durch das Album zum Download und Streaming bereitgestellt und konnten somit eine Platzierung erlangen: |                                                                             | | |                                                                                           |
| |                                                                             | | |                                                                                           |
| 2018 | Sand Större                                                                 | — | SE15 ×4Vierfachplatin · (83 Wo.)SE | Verkäufe: + 160.000                                                                       |
| 2018 | Större                                                                      | — | SE17 Platin · (27 Wo.)SE | Verkäufe: + 40.000                                                                        |
| 2019 | Det bästa kanske inte hänt än                                               | — | SE5 (35 Wo.)SE |                                                                                           |
| 2019 | Hata mig Det bästa kanske inte hänt än                                      | — | SE27 (12 Wo.)SE |                                                                                           |
| 2019 | Luften e fri Det bästa kanske inte hänt än                                  | — | SE61 (1 Wo.)SE |                                                                                           |
| 2019 | Spelar ingen roll Det bästa kanske inte hänt än                             | — | SE82 (1 Wo.)SE |                                                                                           |
| 2019 | Stark Det bästa kanske inte hänt än                                         | — | SE87 (1 Wo.)SE |                                                                                           |
| 2021 | Dom ska veta                                                                | — | SE5 (14 Wo.)SE |                                                                                           |
| 2021 | Lillebror Dom ska veta                                                      | — | SE65 (2 Wo.)SE |                                                                                           |
| 2021 | Fucking Stockholm Dom ska veta                                              | — | SE84 (1 Wo.)SE |                                                                                           |
| 2021 | Noise Cancellation Dom ska veta                                             | — | SE89 (1 Wo.)SE |                                                                                           |
| 2023 | Psykos Allting däremellan                                                   | — | SE25 (11 Wo.)SE |                                                                                           |
| 2025 | Trophy Strawberry Blonde                                                    | — | SE19 (… Wo.)SE |                                                                                           |

Weitere Singles
- 2006: Det finaste någon kan få (Junior Eurovision Song Contest 2006)
- 2007: Allt som jag kan ge (Stage Junior 2007)
- 2008: Just här, just nu (Right Here, Right Now) (feat. Brandur) (High School Musical 3)
- 2008: Keep On (Movin')
- 2009: Så vill stjärnorna (Melodifestivalen)
- 2011: Spread a Little Light
- 2012: Unchained/Mirage
- 2015: Satellites

### Gastbeiträge
| Jahr | Titel Album                    | Höchstplatzierung, Gesamtwochen, AuszeichnungChartsChartplatzierungen (Jahr, Titel, Album, Platzierungen, Wochen, Auszeichnungen, Anmerkungen) | Anmerkungen                                                         |
| Jahr | Titel Album                    | SE | Anmerkungen                                                         |
| ---- | ------------------------------ | --- | ------------------------------------------------------------------- |
| 2016 | Ey gäri –                      | SE90 (1 Wo.)SE | Erstveröffentlichung: 29. Juni 2016 Linda Pira feat. Molly Sandén   |
| 2018 | Regnet Lev nu                  | SE29 (8 Wo.)SE | Erstveröffentlichung: 25. Mai 2018 Petter feat. Molly Sandén & Sami |
| 2019 | Smartare Mellan hägg och syrén | SE28 Platin · (17 Wo.)SE | Erstveröffentlichung: 28. Juni 2019 Estraden feat. Molly Sandén     |

## Auszeichnungen
- Gewonnen: Blog Awards – Blog rocket of the year[5]
- Nominiert: Rockbjörnen – Female live artist of the year[6] – gegen Loreen verloren